# 314 (عدد)
314 هو عدد صحيح، يلي العدد 313 وويسبق العدد 315.

## في الرياضيات

### خصائص
- عدد طبيعي.[3]
- عدد زوجي.[4][5]
- عدد موجب،[6] السالب منه هو -314.[7]

## في التاريخ
- 314 هـ هي سنة في التقويم الهجري.
- هي سنة 314 م في التقويم الميلادي.

## وصلات خارجية
الأعداد الصاتمة، ديوان اللغة العربية.